# Кольцо дракона (фильм, 2004)
Кольцо дракона (англ. George and the Dragon) — фантастическая мелодрама 2004 года режиссёра Тома Рива. Главные роли исполнили Патрик Суэйзи, Майкл Кларк Дункан, Джеймс Пьюрфой и Пайпер Перабо.

## Сюжет
Главные герои фильма — два рыцаря, британец Джордж и мавр Тарик. Они отправляются в Европу после крестового похода. Джордж возвращается к своему суверену, королю Эдгару, и надеется на тёплый приём. Однако рыцарь находит короля в печали — пропала прекрасная принцесса Лунна. Вместе с высокомерным женихом Лунны Джордж отправляется на её поиски.

## В ролях
Джеймс Пьюрфой — рыцарь Джордж, главный герой
Пайпер Перабо — принцесса Лунна
Патрик Суэйзи — Лорд де Гарт
Майкл Кларк Дункан — мавр Тарик

## Оценка
Фильм «Кольцо дракона» (2004) режиссёра Тома Рива получил оценку 4 из 10 на сайте Кино-Театр.Ру.

## Интересные факты
- Оригинальное название фильма — «Джордж и дракон».